# 汶萊—日本關係

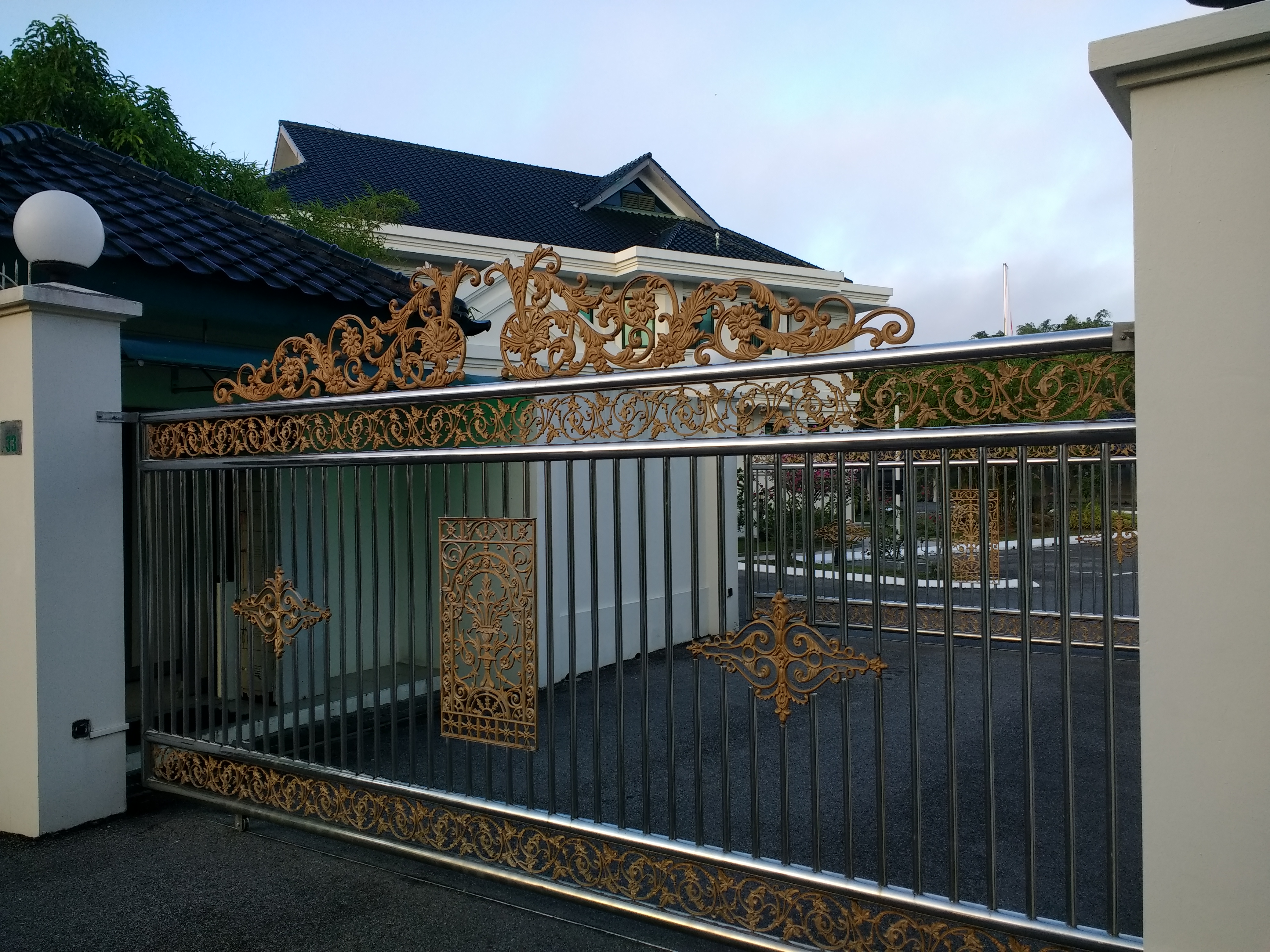
日本驻斯里巴加湾大使馆

文莱－日本关系是文莱与日本的双边外交关系。文莱在东京都有大使馆，日本在斯里巴加湾市有大使馆。

## 历史
两国关系自1984年4月2日起建立就有着长期的密切友好关系，特别是在经济上，文莱严重依赖从日本进口汽车、建筑设备、电子产品和家用电器，这些商品在文莱占据着主导地位。

## 皇室间关系
文莱苏丹1984年4月对日本进行了国事访问。文莱苏丹在东京皇居与裕仁天皇会面，这在历史上尚属首次。在苏丹访问期间，两位君主互相授予了荣誉。苏丹授予天皇最高级别的荣誉勋章，而天皇授予苏丹大勋位菊花章。
两国王室之间的关系继续保持着联系。文莱苏丹在1989年参加了裕仁天皇的葬礼。一年后，苏丹参加了1990年11月12日明仁天皇的加冕典礼。
1996年9月，常陆宫正仁亲王和正仁亲王妃华子访问了文莱。他们成为第一批访问文莱苏丹国的皇室成员。
2004年9月9日，皇太子德仁出席了在斯里巴加湾市努諾伊曼王宮举行的穆赫塔迪·比拉王储与萨拉王储妃的皇室婚礼。
2017年10月5日，在文莱苏丹即位50周年之际，明仁天皇和皇后美智子签署了祝贺书，向文莱苏丹表达最热烈的祝贺。签字仪式在文莱驻东京大使馆举行。

## 经济关系
两国签署了日本-文莱经济伙伴关系以及与避税相关的多项协议。在石油和天然气行业，超过82%的文莱液化天然气卖给了日本，文莱每年向日本三家公用事业公司提供超过500万吨的液化天然气。日本企业一直在文莱积极投资，并计划在石油化工和清真食品等其他领域开展新项目。两国还寻求在可再生能源和节能领域的合作，并希望扩大在教育、农业和卫生领域的关系。

## 防务关系
在安全问题上，日本首相安倍晋三表示，日本将尽一切努力，确保2013年在文莱举行的东盟防长扩大会多边演习取得成功。文莱和日本确认将继续加强救灾和海上安全领域的合作关系。

## 延伸阅读
- Japan-Brunei Relations （页面存档备份，存于）
- Call for closer Brunei, Japan ties
- SULTAN, JAPANESE PM UNVEIL SYMBOLIC LOGO
- Celebrating 25th anniversary of Japan-Brunei diplomatic ties （页面存档备份，存于）